# Patryk Piasecki
Patryk Piasecki (ur. 7 sierpnia 1986 w Mrągowie) – polski żeglarz, olimpijczyk z Pekinu 2008, kolarz zawodowej grupy kolarstwa górskiego JBG-2 Professional MTB Team.
Na swoim sportowym koncie ma 10 medali mistrzostw świata i Europy w żeglarstwie. Startując w olimpijskiej klasie 470 w roku 2004 zdobył srebrny medal w mistrzostwach świata Juniorów. W roku 2005 zdobył brązowy medal w mistrzostwach świata juniorów oraz srebrny w mistrzostwach Europy juniorów. Reprezentował Polskę na Igrzyskach Olimpijskich w roku 2008, gdzie startując z Kacprem Ziemińskim w klasie 470 zajął miejsce 19.
Znaczne sukcesy odnosił również w bojerach – dwukrotnie wywalczył mistrzostwo świata juniorów (2007,2008).
Jest trzykrotnym mistrzem Polski (2006, 2007, 2008), wicemistrzem Polski (lata 2004-2005) i brązowym medalistą z roku 2003.
Dwukrotny zwycięzca regat o Puchar Świata w 2004 roku: Goldener Pfingstbusch oraz Gdynia Sailling Days.
Czterokrotny uczestnik mistrzostw świata w klasie 470 w latach 2004 - 2008 w których zajmował 20. miejsce (2008), 32. miejsce (2006) 49. miejsce (2007) i 52. miejsce (2004).
Uczestnik mistrzostw Europy w roku 2004 (48. miejsce), 2005 (34. miejsce), 2006 (37. miejsce), 2007 (17. miejsce).
W roku 2010 wygrał regaty o Puchar Europy w klasie Laser.
Został członkiem komitetu poparcia Bronisława Komorowskiego przed przyspieszonymi wyborami prezydenckimi 2010.
Od 2014 roku zawodnik jednej z najlepszych polskich drużyn kolarskich JBG2 Professional MTB Team. Wielokrotny triumfator Merida Mazovia MTB Marathon, Lotto Poland Bike Marathon, Skandia Maraton Lang Team, zwycięzca Beskidy MTB Trophy.